# Masseeëlla terminaliae
Masseeëlla terminaliae är en svampart som beskrevs av Patw. 1964. Masseeëlla terminaliae ingår i släktet Masseeëlla, ordningen Pucciniales, klassen Pucciniomycetes, divisionen basidiesvampar och riket svampar.   Inga underarter finns listade i Catalogue of Life.